# Гармский вилайет
Гармский вилайет (тадж. Вилояти Ғарм) — единица административного деления Бухарской НСР и Таджикской АССР, существовавшая в 1920—1929 годах.
Гармский вилайет был образован в 1920 году на территории Бухарской НСР в ходе реформы административно-территориального деления бывшего Бухарского эмирата. Территория вилайета включила бывшие Дарвазское и Каратегинское бекства.
В 1924 году Гармский вилайет отошёл к новообразованной Таджикской АССР. В то время он делился на 6 туманов (тюменей): Гармский, Дарвазский, Джиргитальский, Калаи-Лябиобский, Оби-Гармский и Хаитский. По данным 1925 года появился ещё один туман — Ванчский, но в 1926 году он был передан в состав Горно-Бадахшанской АО. К апрелю 1927 года вилайет включал 6 туманов: Гармский, Джиргитальский, Калаи-Хумбский, Оби-Гармский, Тавиль-Даринский и Хаитский.
В 1929 году Гармский вилайет был преобразован в Гармский округ.